# 高東善
高東善（韓語：고동선），韓國電視劇導演。

## 作品

### 電視劇
- 2005年：MBC《甜蜜的間諜》
- 2007年：MBC《梅麗大邱攻防戰》
- 2009年：MBC《賢內助女王》
- 2010年：MBC《暴風的戀人》
- 2011年：MBC《我也是花》
- 2014年：MBC《愛上恢單女》
- 2015年：MBC《美麗的你》
- 2017年：MBC《死而復生的男人》

### 總製作作品
- 2013年：MBC《Two Weeks》

### 獲獎
- 2009年：第46屆百想藝術大賞電視部門 - 導演賞

## 外部連結
- NAVER搜索